# Edmund Calamy il Vecchio
Edmund Calamy, noto anche con lo pseudonimo di detto il Vecchio (Londra, febbraio 1600 – 29 ottobre 1666), è stato un religioso inglese, leader presbiteriano e divine anglicano, è noto come il Vecchio per distinguerlo dai suoi altri tre omonimi, tra i quali il suo figlio maggiore. Partecipò all'Assemblea di Westminster e fu autore di pamphlet polemici sotto lo pseudonimo di Smectymnuus.

## Biografia
Figlio unico di un mercante di Walbrook originario di Guernsey, la tradizione voleva che la famiglia Calamy discendesse da un esiliato ugonotto proveniente dalle coste della Normandia. Iniziò la sua formazione alla scuola pubblica di Merchant Taylors' School, a Northwood ed il 4 luglio 1616 venne ammesso al Pembroke College di Cambridge. Mentre si trovava a Cambridge, dove allora dominava un influente gruppo che professava l'arminianesimo, si oppose loro rischiando l'esclusione dall'istituto. Riuscì tuttavia a proseguire gli studi a Cambridge, dopo aver attirato le attenzioni di Nicholas Felton, Vescovo di Ely, grazie al quale riuscì ad ottenere il baccalaureato nel 1619 ed il Bachelor of Divinity nel 1632. Felton lo nominò suo cappellano personale e successivamente gli assegnò il suo primo incarico di parroco della chiesa di St.Mary a Swaffham Prior, un piccolo villaggio nel Cambridgeshire, incarico dal quale diede le dimissioni nel 1626 a seguito della morte del suo mecenate, Felton.

Il 5 ottobre 1626 venne nominato predicatore a Bury St Edmunds, una cittadina del Suffolk, dove rimase per circa dieci anni. Qui ebbe modo di conoscere e collaborare con un altro predicatore presente in città, il congregazionalista Jeremiah Burroughs. Quest'ultimo, insieme a Calamy e ad altri 30 ministri della diocesi, rassegnarono le dimissioni per non sottomettersi alle imposizioni del vescovo Matthew Wren, in particolare l'obbligo di leggere durante la messa il Book of Sports.
Nel 1639 divenne rettore di Rochford, nell'Essex, ma il clima della regione danneggiò la sua salute, al punto da costringerlo ad abbandonare il suo incarico. Il 27 maggio 1639 tornò a Londra per diventare curato della chiesa di St Mary Aldermanbury dove ottenne un considerevole seguito. In luglio di quello stesso anno venne accolto all'Università di Oxford con l'incarico di Master of Divine. A quell'epoca la controversia in merito al sistema di governo della Chiesa anglicana aveva raggiunto il suo apice; in questo contesto Calamy, in collaborazione con Stephen Marshall, Thomas Young, Matthew Newcomen e William Spurstowe, scrisse un'opera apologetica in favore del sistema ecclesiastico presbiteriano ed in risposta al trattato del vescovo Joseph Hall dal titolo An Humble Remonstrance to the High Court of Parliament.. Il pamphlet scritto sotto lo pseudonimo di Smectymnuus (ovvero l'acronimo delle iniziali dei cinque autori) aveva come titolo An Answer to a booke entituled, An Humble Remonstrance. In Which, the Original of Liturgy and Episcopacy is Disussed, ed apparve nel marzo del 1641 suscitando numerose reazioni e commenti, dal momento che si opponeva con veemente forza polemica al sistema episcopale. Nonostante la sua vena polemica, il trattato dimostrava delle posizioni concilianti, dal momento che, pur negando l'origine apostolica della liturgia ed il diritto divino dell'episcopato, mostrava chiare aperture nei confronti del ruolo dei vescovi e della liturgia, a patto che i primi tornassero alla loro semplicità primitiva e che la seconda venisse discussa in un'assemblea di Divines che ne rivedessero i termini ed il valore.

Nel 1641 venne nominato tra i partecipanti dell'Assemblea di Westminster dove si distinse per la sua posizione moderata in supporto del presbiterianismo e dell'Amiraldismo. Fu promotore di quello che viene definito Universalismo ipotetico, dottrina secondo la quale Cristo sarebbe morto per tutti, ma l'effetto della sua morte avrebbe efficacia solo nei confronti di coloro che sono predestinati ad essere salvati; la sua posizione non venne accettata dal resto dell'Assemblea.

Nel 1643 scrisse un'antologia popolare della Bibbia dal titolo Souldier's Pocket Bible, indirizzata specificatamente alle truppe della New Model Army. Nel 1647 collaborò alla stesura del Catechismo dell'Assemblea e nel 1648 fu nominato predicatore della chiesa londinese di St Benet Fink. Nel 1649 si oppose pubblicamente all'arresto ed alla decapitazione di Carlo I e sotto il governo del Commonwealth of England visse in disparte senza prendere posizione alcuna. Quando Oliver Cromwell progettò di sciogliere il Rump Parliament per istituire il suo Protettorato, invitò i Divines considerati più influenti a Londra, tra i quali era Calamy, il quale rispose che se Cromwell avesse sciolto il Parlamento, nove persone su dieci si sarebbero ribellate a questa scelta.

Nel 1659 si schierò pubblicamente per il ritorno di Carlo II sul trono inglese, e a tal proposito predicò pubblicamente per promuovere questa iniziativa al cospetto del Parlamento il giorno precedente alla votazione per il ritorno del re, invitando il Generale Monk a prendere il potere per ristabilire l'ordine e fu uno degli inviati del Parlamento nei Paesi Bassi per perorare al sovrano in esilio il suo ritorno in patria.

Nel giugno del 1660, dopo la Restaurazione, il re Carlo II lo nominò tra i cappellani della corona, e gli offrì il vescovato di Coventry e Lichfield, che tuttavia Calamy rifiutò. A seguito dell'Atto di uniformità del 1662 emanato dal Parlamento inglese, Calamy venne espulso dalla sua funzione di ministro di culto, a causa della sua posizione nonconformista che continuò a professare pubblicamente. Il 27 agosto 1662 recitò il suo ultimo sermone in quanto ministro della chiesa di St Mary Aldermanbury, tre giorni dopo presentò una petizione al re Carlo II, nella quale chiedeva di poter continuare ad esercitare la sua funzione di ministro del culto, che venne firmata da gran parte del clero londinese, ma essa, nonostante il favore del sovrano, non venne accolta. Il 28 dicembre 1662, Calamy, che continuava a frequentare privatamente la propria parrocchia, tornò sul pulpito, incoraggiato dalla maggior parte dei suoi fedeli, e tenne un sermone estemporaneo sui mali del tempo, in aperta disobbedienza della legge. A causa di questa iniziativa, venne incarcerato, su ordine del Lord Mayor di Londra nelle prigioni di Newgate. Venne tuttavia rilasciato pochi giorni dopo grazie all'intervento diretto del re; il suo arresto e la sua detenzione, tuttavia, suscitarono un enorme scalpore, soprattutto tra i nonconformisti, la cui stampa produsse una considerevole quantità di pamphlets che discussero polemicamente il caso di Calamy, ormai diventato celebre.

La sua scarcerazione coincise con lo scoppio del Grande incendio di Londra, dal quale, sembra rimase talmente scosso, che morì per le conseguenze dello shock il 29 ottobre 1666. Venne sepolto nelle rovine della sua chiesa, nei pressi del pulpito dal quale era solito predicare.

## Opere
- The Art of Divine Meditation, 1634
- An Answer to a Book entitled, An Humble Remonstrance, 1641 sotto lo pseudonimo di Smectymnuus
- Gods Free Mercy to England, 1642
- Englands Looking-glasse, 1642
- Souldier's Pocket Bible, 1643 in qualità di editore
- Jus Divinum Ministerii Evangelici, 1654
- The Godly Man's Ark, 1658